# Alpen-Flachbärlapp
Der Alpen-Flachbärlapp (Diphasiastrum alpinum) ist eine Pflanzenart aus der Gattung der Flachbärlappe (Diphasiastrum) innerhalb der Familie der Bärlappgewächse (Lycopodiaceae).

## Beschreibung

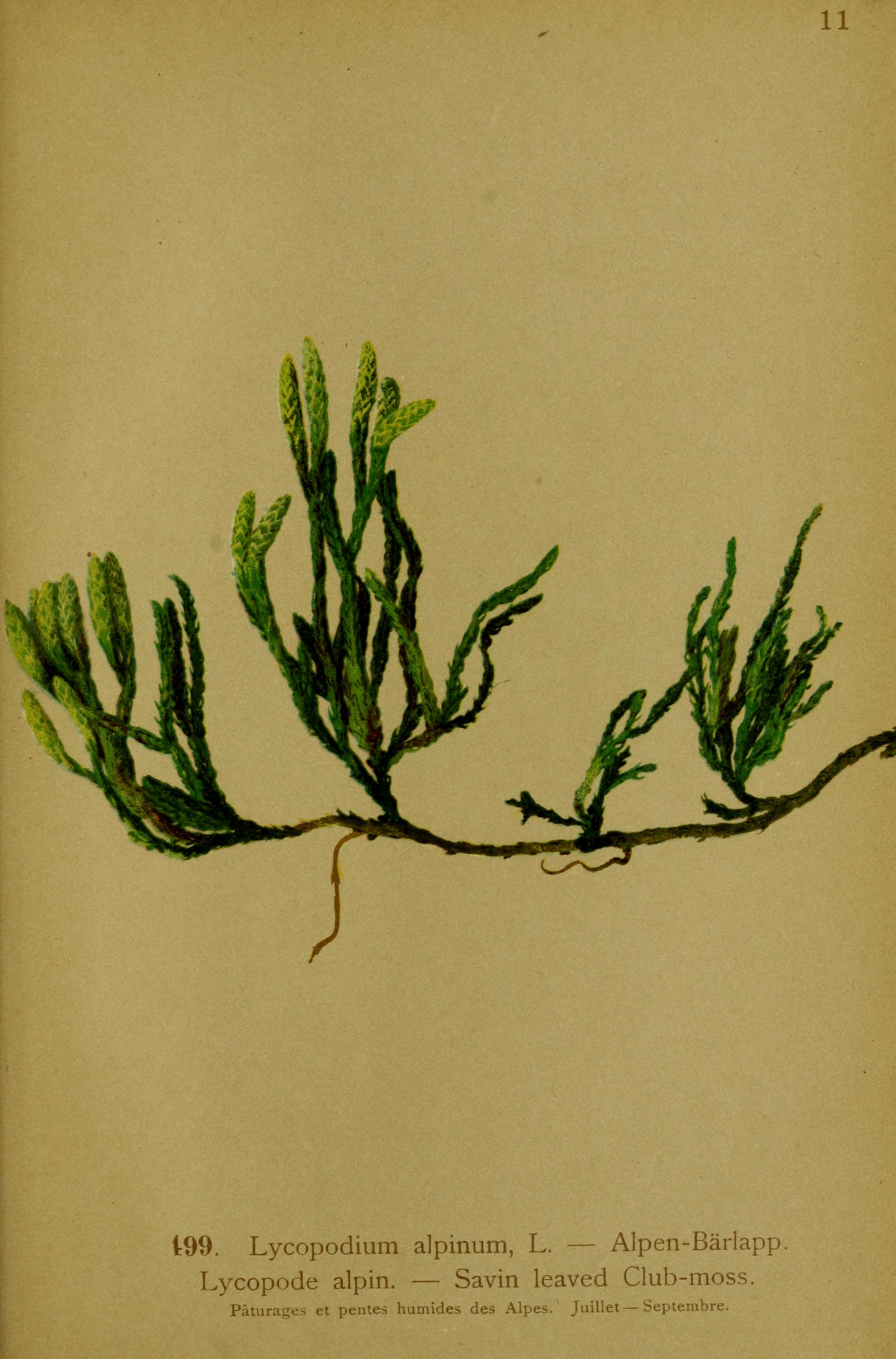
Illustration aus Atlas de la flora alpine, S. 197

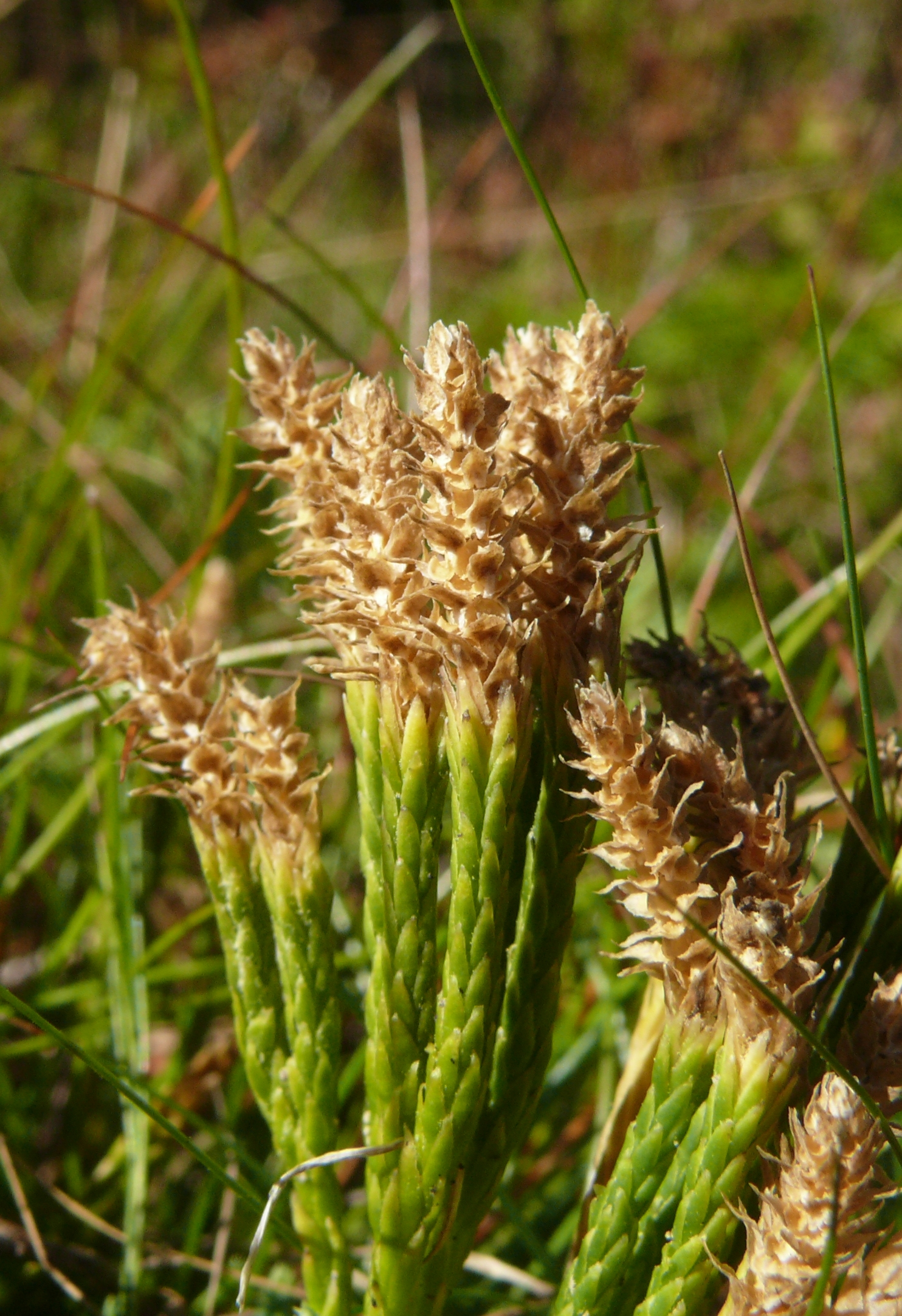
Fertiler Alpen-Flachbärlapp

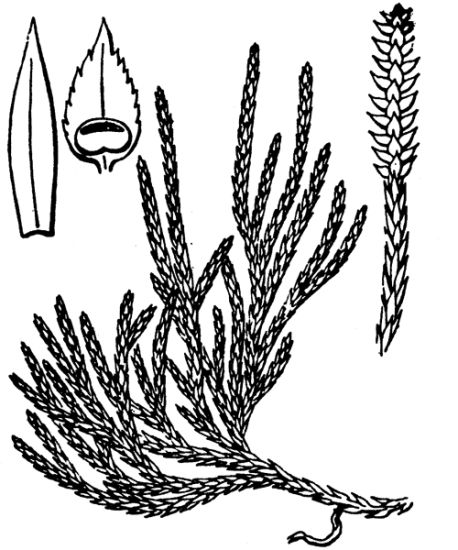
Illustration

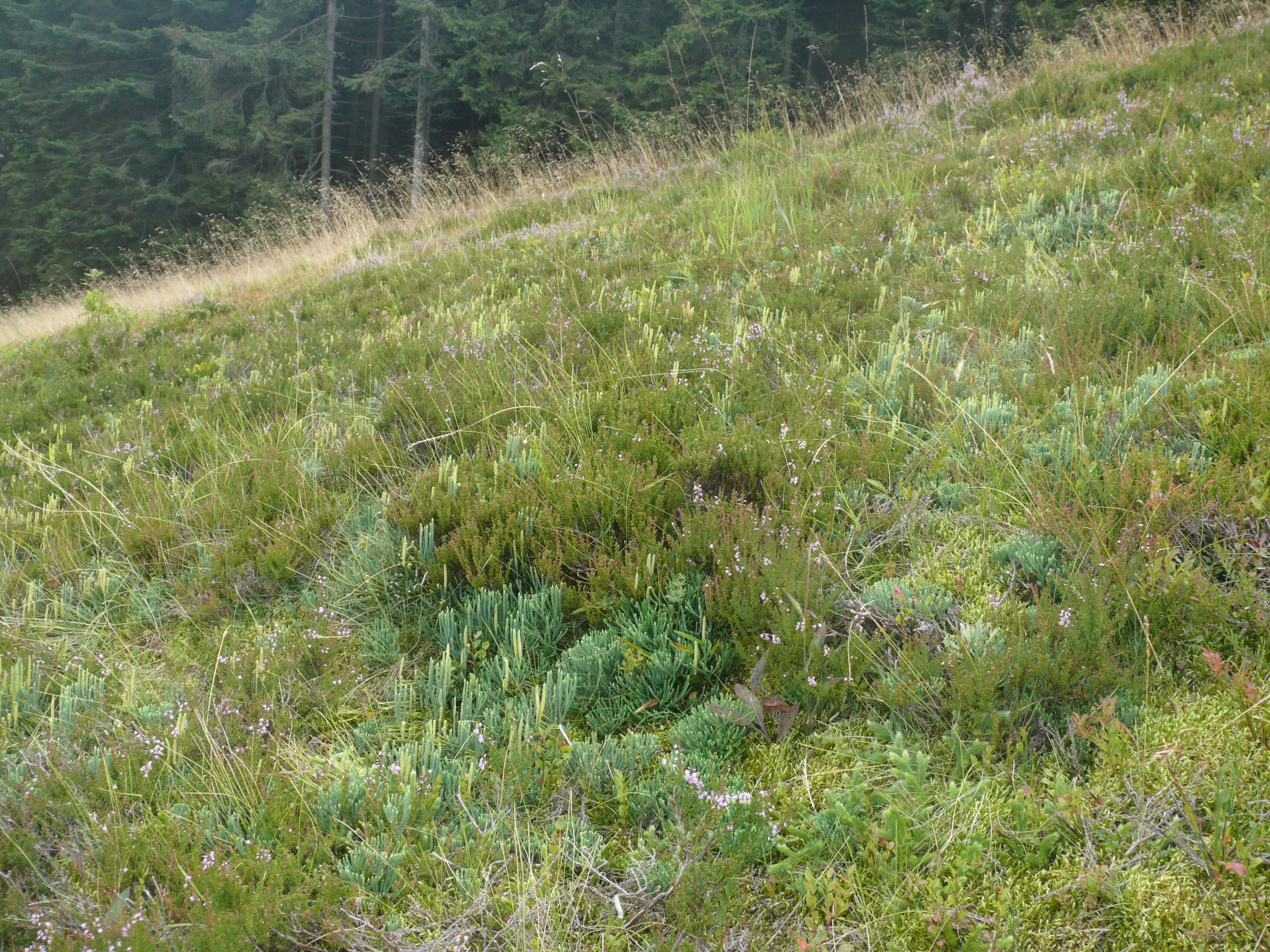
Habitat vom Alpen-Flachbärlapp zusammen mit Diphasiastrum oellgaardii im Schwarzwald

Der Alpen-Flachbärlapp wächst als immergrüne, ausdauernde krautige Pflanze. Seine oberirdischen sterilen Sprosse sind vierkantig, normalerweise nicht abgeflacht (an schattigen Standorten aber doch etwas abgeflacht). Alle oberirdischen sterilen Pflanzenteile sind blau-grün überlaufen. Die Ventralblätter sind deutlich gestielt und gekniet und 0,5 Millimeter breit. Dorsal- und Ventralblätter sind gleich groß.
Der Sporophyllstand ist ungestielt. Die Sporophylle sind lanzettlich und zugespitzt. Die Sporenreife erstreckt sich von August bis September.
Die Chromosomenzahl beträgt 2n = 44, 46 oder ca. 48.

## Ökologie
Der Alpen-Flachbärlapp ist ein Chamaephyt. Die Ausbreitung der Diasporen, es sind die Sporen erfolgt durch den Wind.

## Vorkommen
Der Alpen-Flachbärlapp ist ein boreal-alpines (auch boreal-temperat montan alpin) Florenelement. Sein Hauptverbreitungsgebiet ist auf der Nordhalbkugel: Mitteleuropa, die Alpen, die Karpaten, Pyrenäen, vor allem Nordeuropa (bis zum nördlichen Skandinavien), Asien und Nordamerika. Vereinzelt findet man ihn auch in den Gebirgen der Balkanhalbinsel und in den Mittelgebirgen Mitteleuropas. In Finnland und dem nördlichen Teil des europäischen Russlands ist er selten. Im Mittelmeerraum fehlt er. In Asien kommt er von der Türkei über den Kaukasusraum, Russland, Sibirien, Sri Lanka, die Mongolei, Korea, Japan bis zu den chinesischen Provinzen Heilongjiang sowie Jilin vor.
Die sehr zerstreuten Vorkommen in Mitteleuropa werden als Glazialrelikt gedeutet.
In den Allgäuer Alpen steigt er in Tiroler Teil an der Rothornspitze bis zu einer Höhenlage von 2300 Metern auf.
Der Alpen-Flachbärlapp wächst in lockeren Trupps an lichtreichen bis schwach beschatteten, mäßig frischen, kalkarmen, sauren, oft etwas humosen Standorten auf (sandigen) Lehmböden. Meist gedeiht er an lange schneebedeckten Standorten (mit Schneebedeckung oft bis Mai oder Juni) oft an offenen, vegetationsarmen, doch moosreichen Standorten, oft an Wegböschungen. Offensichtlich ist er eine konkurrenzschwache Pflanzenart. Seine natürlichen Vorkommen befinden sich in zwergstrauchreichen Borstgrasrasen der Hochlagen (Leontodo-Nardetum), regional kommt er auch in der Pflanzengesellschaft Nardion vor.
Die ökologischen Zeigerwerte nach Landolt et al. 2010 sind in der Schweiz: Feuchtezahl F = 3 (mäßig feucht), Lichtzahl L = 4 (hell), Reaktionszahl R = 1 (stark sauer), Temperaturzahl T = 2 (subalpin), Nährstoffzahl N = 1 (sehr nährstoffarm), Kontinentalitätszahl K = 2 (subozeanisch).
Der Alpen-Flachbärlapp gilt in der Roten Liste der gefährdeten Pflanzenarten Deutschlands als Gefährdungsstufe 2 = stark gefährdet und ist in Deutschland nach dem BNatSchG besonders geschützt. Er ist auch durch die FFH-Richtlinie Anhang V der Europäischen Union geschützt. In der Schweiz gilt er als LC = „least concern“ = „nicht gefährdet“.

## Systematik
Die Erstveröffentlichung erfolgte 1753 unter dem Namen (Basionym) Lycopodium alpinum durch Carl von Linné in Species Plantarum, Tomus II, S. 1104. Das Artepitheton alpinum bedeutet „aus den Alpen“. Die Neukombination zu Diphasiastrum alpinum (L.) Holub wurde 1975 durch Josef Holub in Diphasiastrum, a new genus in Lycopodiaceae. in Preslia, Volume 47, Issue 2, S. 107 veröffentlicht. Weitere Synonyme Diphasiastrum alpinum (L.) Holub sind: Diphasiastrum alpinum var. planiramulosum (Takeda) Satou, Diphasiastrum kablikianum (Domin) Dostál, Diphasium alpinum (L.) Rothm., Lepidotis alpina (L.) P.Beauv., Lycopodium alpinum subsp. kablikianum Domin, Lycopodium alpinum var. planiramulosum Takeda, Lycopodium chamarense Turcz. ex Ledeb. nom. inval., Lycopodium cupressifolium Opiz, Stachygynandrum alpinum (L.) C.Presl.
Von der Art Diphasiastrum alpinum gibt es seit 2017 etwa zwei Varietäten:
- Diphasiastrum alpinum (L.) Holub var. alpinum[3]
- Diphasiastrum alpinum var. ergakense Stepanov: Sie wurde 2017 aus dem sibirischen Tuwa erstbeschrieben.[3]

## Verwendung
Wie der isländische Name litunarjafni („Färbe-Bärlapp“) für diese Art bereits andeutet, wurde der Alpen-Flachbärlapp in Island dazu verwendet, Wolle gelb (und in Kombination mit anderen Färbemitteln auch in anderen Farben) zu färben.